# Seiji Kishi
Pour les articles homonymes, voir Kishi (homonymie).
 (mars 2017).
Si vous disposez d'ouvrages ou d'articles de référence ou si vous connaissez des sites web de qualité traitant du thème abordé ici, merci de compléter l'article en donnant les références utiles à sa vérifiabilité et en les liant à la section « Notes et références ».
Seiji Kishi (岸 誠二, Kishi Seiji) est un réalisateur d'anime né au Japon dans la préfecture de Shiga. Il étudiera à la Yoyogi Animation Gakuin avant de devenir réalisateur.

## Filmographie

### Département animation

#### Télévision

##### Séries télévisées
- 1995 : Ruin Explorers

### Département artistique

#### Télévision

##### Séries télévisées
- 2004 : Ragnarök the Animation
- 2008 : Shugokyara!
- 2010 : Angel Beats!
- 2011 : Persona 4: The Animation
- 2015 : Assassination Classroom
- 2017 : Tsuki ga kirei

### Réalisateur

#### Cinéma
- 2013 : Aura: Maryuuin Koga saigo no tatakai
- 2015 : Gekijouban Aoki hagane no Arupejio: Arusu Nova - Cadenza
- 2016 : Assassination Classroom: 365 Days
- 2017 : Yuuki Yuuna wa yuusha de aru: Washio Sumi no shou dai-2-shou 'Tamashii'

#### Télévision

##### Séries télévisées
- 2004 : Ragnarok the Animation[2]
- 2004 : Yugo the Negotiator[3]
- 2006 : Magikano[4],[5]
- 2006 : Galaxy Angel Rune[6]
- 2007 : Seto no hanayome
- 2007 : My Bride Is a Mermaid[7]
- 2008 : Tentai Senshi Sunred
- 2008-2009 : Astro Fighter Sunred[8]
- 2010 : Angel Beats![9]
- 2011 : Carnival Phantasm
- 2011 : Kamisama Dolls
- 2011 : Persona 4: The Animation
- 2012 : Humanity Has Declined
- 2013 : Aoki Hagane no Arpeggio: Ars Nova
- 2013 : Danganronpa: Kibô no gakuen to zetsubô no kôkôsei - The animation
- 2013 : Arpeggio of Blue Steel
- 2013 : Devil Survivor 2: The Animation
- 2014 : Hamatora: The Animation
- 2014 : Re:_Hamatora
- 2014 : Yuki Yuna is a Hero
- 2015-2016 : Assassination Classroom
- 2015 : Rampo kitan: Game of Laplace
- 2016 : Danganronpa 3: The End of Kibougamine Gakuen - Mirai-hen
- 2016 : Danganronpa 3: The End of Kibougamine Gakuen - Zetsubou-hen
- 2017 : Tsuki ga kirei
- 2017 : Yōkoso jitsuryoku shijō shugi no kyōshitsu e
- 2018 : Radiant[10]
- Date inconnue : Yuuki Yuuna wa yuusha de aru

##### Téléfilms
- 2016 : Danganronpa 3: The End of Hope's Peak Academy - Side: Hope

### Producteur

#### Cinéma
- 2015 : Persona 3 The Movie: No.3 Falling Down

### Jeux vidéo
- 2014 : Zettai Zetsubō Shōjo: Danganronpa Another Episode

## Récompenses
En 2014, le 19ème comité Animation Kobe le choisit pour recevoir son titre individuel pour l'étendue de sa carrière incluant Danganronpa: The Animation, Arpeggio of Blue Steel et Hamatora. Dans son communiqué expliquant le choix du comité, Toshiya Matsushita de Animage l'a cité pour son volume annuel impressionnant de travail ainsi que son travail sur Arpeggio of Blue Steel, un anime complet en image de synthèse en particulier.